# North Leigh
North Leigh is een civil parish in het bestuurlijke gebied West Oxfordshire, in het Engelse graafschap Oxfordshire met 1928 inwoners.